# Хејстингс (Ајова)
Хејстингс (енгл. Hastings) град је у америчкој савезној држави Ајова. По попису становништва из 2010. у њему је живело 152 становника.

## Демографија
Према попису становништва из 2010. у граду је живело 152 становника, што је -62 (-29.0%) становника више него 2000. године.
| Група             | 2000.       | 2010.       |
| Белци             | 206 (96,3%) | 149 (98,0%) |
| Афроамериканци    | 0 (0,0%)    | 0 (0,0%)    |
| Азијати           | 0 (0,0%)    | 0 (0,0%)    |
| Хиспаноамериканци | 4 (1,9%)    | 2 (1,3%)    |
| Укупно            | 214         | 152         |